# Puilboreau
Puilboreau is een gemeente in het Franse departement Charente-Maritime (regio Nouvelle-Aquitaine). De plaats maakt deel uit van het arrondissement La Rochelle. Puilboreau telde op 1 januari 2022 6.668 inwoners.
Puilboreau werd rond 1880 een zelfstandige gemeente. Ervoor was het een gehucht in de gemeente Lagord. Van een landbouwdorp evolueerde Puilboreau naar een voorstad van La Rochelle.

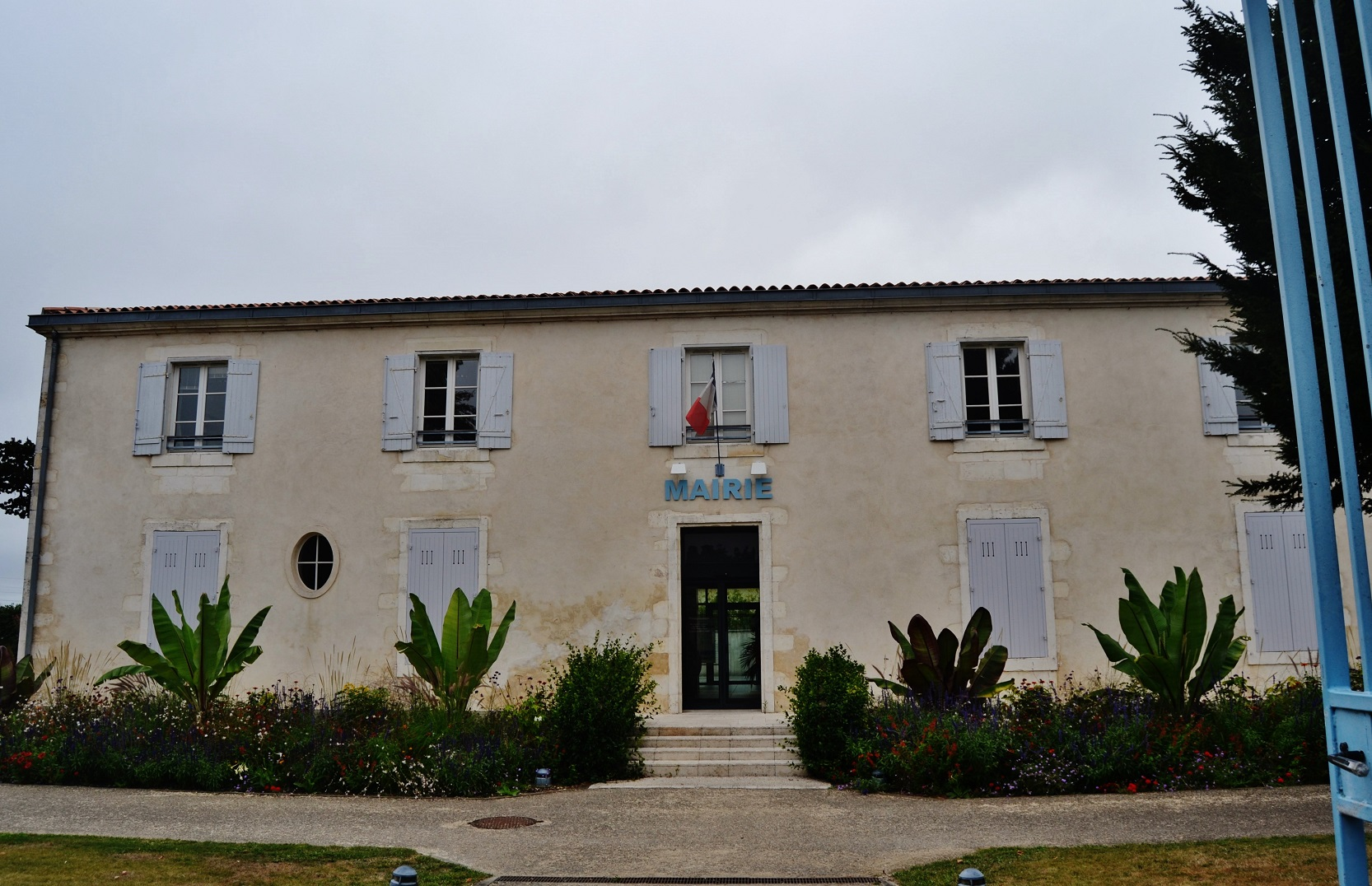
Gemeentehuis
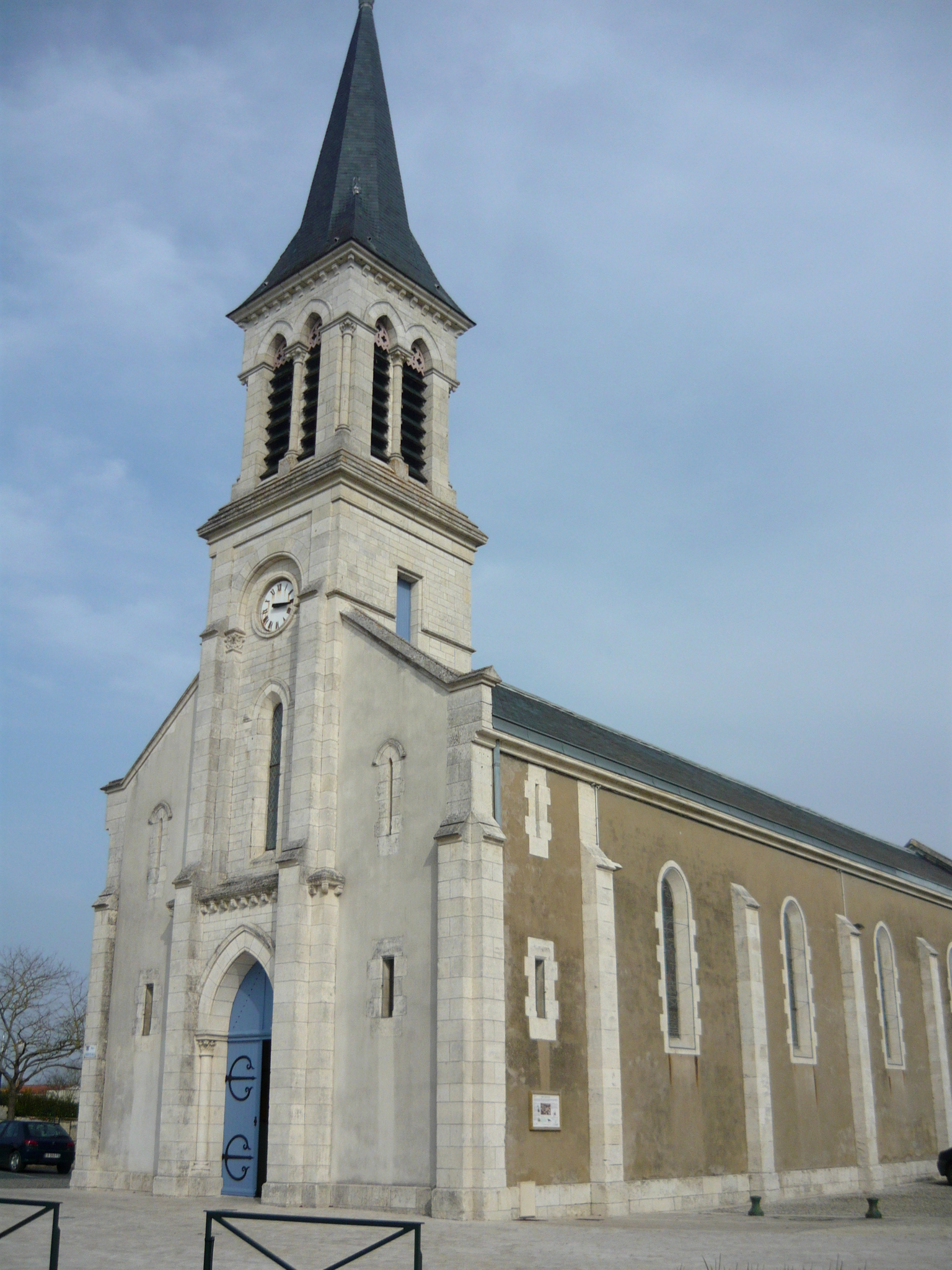
Kerk van Puilboreau

## Geografie
De oppervlakte van Puilboreau bedroeg op 1 januari 2022 7,88 vierkante kilometer; de bevolkingsdichtheid was toen 846,2 inwoners per km².
De onderstaande kaart toont de ligging van Puilboreau met de belangrijkste infrastructuur en aangrenzende gemeenten.

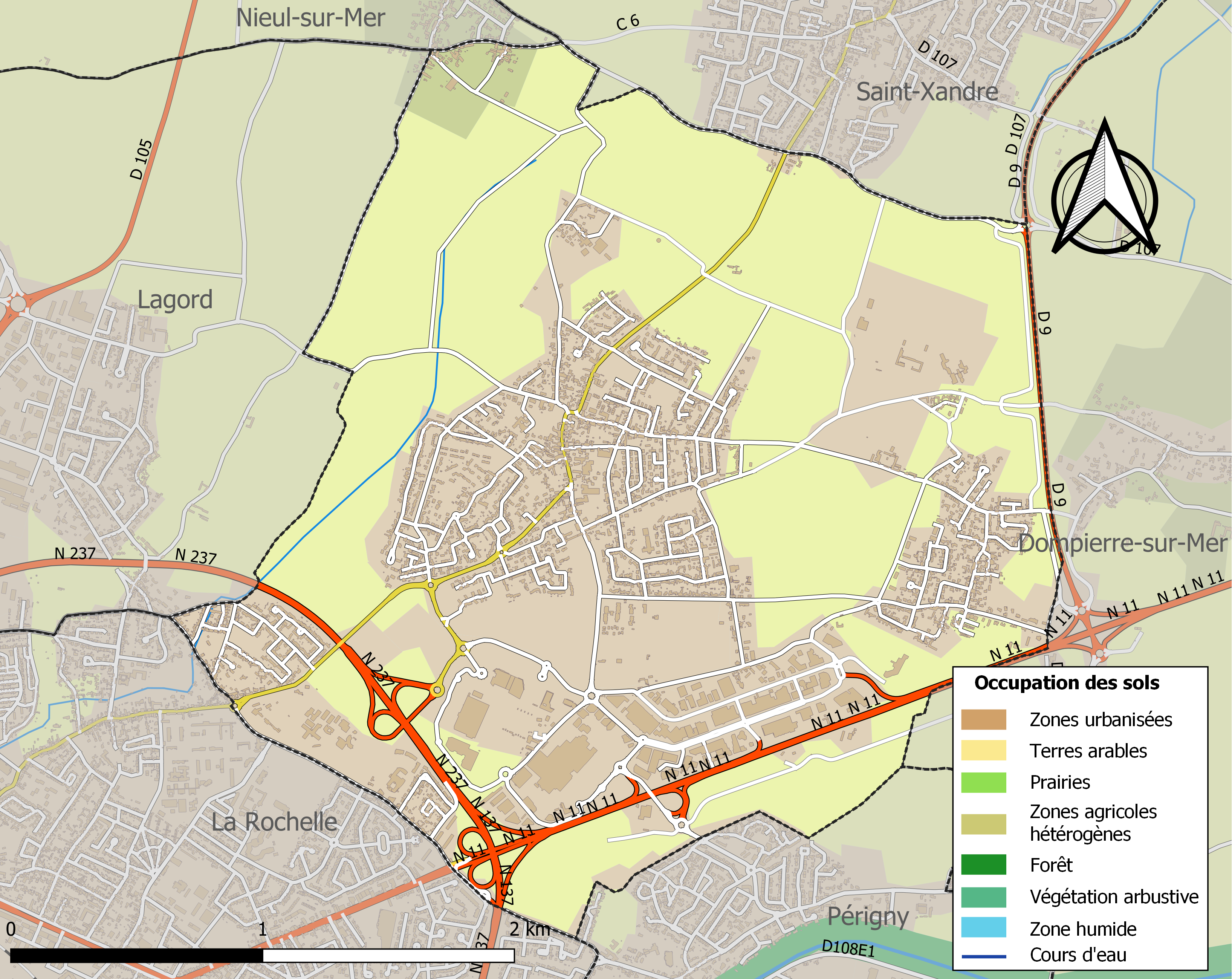

## Demografie
Onderstaande figuur toont het verloop van het inwonertal (bron: INSEE-tellingen).